# Cao Ly Đức Tông
Cao Ly Đức Tông (Hangeul: 고려 덕종, chữ Hán: 高麗 德宗, 9 tháng 6 năm 1016 – 31 tháng 10 năm 1034, trị vì 1031 – 1034) là quốc vương thứ 9 của vương triều Cao Ly tại Triều Tiên.
Nguyên tên của ông là Vương Khâm (왕흠, 王欽, Wang Heum), tên chữ là Nguyên Lương (元良, 원량, Wollyang). Ông sinh ngày 9 tháng 6 năm 1016, là con trai của Cao Ly Hiển Tông và Nguyên Thành Vương hậu. Ông được Cao Ly Hiển Tông phong làm Thái tử vào năm 1022. 
Khi Đức Tông lên ngôi vua vào năm 1031 đã lập người em gái cùng cha khác mẹ là Hiếu Tư Vương hậu làm vương hậu và Kính Thành Vương hậu (cũng là người em gái cùng cha khác mẹ với ông) làm Đệ nhất phi. Vì Hiếu Tư Vương hậu cùng Đức Tông xuất thân từ cùng một gia tộc họ Vương nên bà ta đã trở thành một trong vương hậu Cao Ly theo dòng họ ngoại của mình.
Sau khi lên ngôi vào năm 1031, Đức Tông đã yêu cầu nhà Liêu (đời vua Liêu Hưng Tông) trao trả các tù nhân Cao Ly và rút về bên kia sông Áp Lục. Sau khi bị Liêu Hưng Tông khước từ, ông đã cho củng cố biên giới phía bắc của Cao Ly bằng cách cho xây dựng Thiên Lý Trường Thành (Cheolli Jangseong). Công trình phòng thủ này nhằm đối phó với các vụ xâm nhập của người Khiết Đan của nhà Liêu ở tây bắc và người Nữ Chân ở đông bắc.
Ngày 20 tháng 8 âm lịch, tức là ngày 9 tháng 9 âm lịch năm 1031, Thừa tướng Cao Ly là Khương Hàm Tán (Gang Gam-chan) qua đời, hưởng thọ 82 tuổi. Ông ta được chôn cất tại Cheongju (thuộc Hàn Quốc ngày nay). Đền thờ của Khương Hàm Tán, được gọi là Anguksa, ngày nay nằm ở Sadang-dong, Gwanak-gu, Seoul (thuộc Hàn Quốc ngày nay).
Ngày 7 tháng 10 năm 1031, Kính Mục Hiền phi (con gái của Vương Khả Đạo, em gái của Nguyên Chất Quý phi - vợ thứ 9 của Cao Ly Hiển Tông) trở thành vương hậu của Đức Tông và được tôn là Hiền phi (현비, 賢妃), sau đó bà ta sinh cho ông 1 cô con gái, gọi là Thương Hoài Công chúa (상회공주). Cha của Kính Mục Hiền phi là Vương Khả Đạo trở thành trọng thần triều đình Cao Ly.
Dưới thời Đức Tông, Từ Nột (con trai của cố đại thần Từ Hi) trở thành Môn hạ thị trung (문하시중, 門下侍中). Trong thời trị vì của ông, lịch sử quốc gia bắt đầu dưới thời cha ông đã được hoàn thành.
Tháng 2 năm 1033 Đức Tông tấn phong người em gái cùng cha khác mẹ là Kính Thành Vương hậu từ Đệ nhất phi lên làm vương hậu. Cùng năm 1033, khi chính sách cứng rắn của Vương Khả Đạo chống lại nhà Liêu (đời vua Liêu Hưng Tông) bị các quan chức khác bác bỏ, Vương Khả Đạo sau đó rút lui khỏi chính trường Cao Ly và địa vị của Kính Mục Hiền phi (vợ thứ 3 của Đức Tông) bị lung lay.
Năm 1034, cha của Kính Mục Hiền phi (vợ thứ 3 của Đức Tông) là Vương Khả Đạo qua đời. 
Ngày 31 tháng 10 năm 1034, Đức Tông cũng băng hà khi mới 18 tuổi, được táng tại Túc lăng (肅陵), thụy là Tuyên Hiếu Khang Minh Quảng Chương Kính Khang Đại vương (宣孝康明廣章敬康大王). Ông không có con trai, nên người em ruột là Vương Hanh kế vị, tức Cao Ly Tĩnh Tông.

## Gia đình
- Cha: Cao Ly Hiển Tông.
- Mẹ: Nguyên Thành Vương hậu.

#### Hậu phi
- Hiếu Tư Vương hậu, con gái của Cao Ly Hiển Tông và Nguyên Huệ Vương hậu.
- Kính Thành Vương hậu, con gái của Cao Ly Hiển Tông và Nguyên Thuận Thục phi.
- Kính Mục Hiền phi (경목현비), con gái của Vương Khả Đạo (王可道). Chị em với Nguyên Chất Quý phi của Hiển Tông.
  - Thương Hoài Công chúa (상회공주), mất sớm.
- Thứ thiếp Lý thị,[10] con của Lý Bằng Yên (李禀焉), không rõ phong vị, chị em với Dung Mục Vương hậu, vợ của Cao Ly Tĩnh Tông.
- Thứ thiếp Lưu thị, con của Lưu Sủng Cư (劉寵居), không rõ phong vị.
- Thứ thiếp không rõ tên.
  - Công chúa không rõ danh tính, lấy hoàng thúc là Kiểm hiệu thái sư Vương Trung (검교태사 왕충), vương tử của Cao Ly Hiển Tông.